# Urszula Łoś
Urszula Łoś (Varsavia, 18 febbraio 1994) è una pistard polacca, vincitrice di due medaglie ai Campionati europei 2022.

## Palmarès

### Pista
- 2013

Grand Prix of Vienna, Velocità a squadre (con Katarzyna Kirschenstein)
Grand Prix of Vienna, 500 metri a cronometro
Grand Prix of Vienna, Keirin
Grand Prix of Vienna, Velocità
Campionati polacchi, 500 metri a cronometro
Campionati polacchi, Velocità a squadre (con Natalia Rutkowska)
Campionati polacchi, Velocità
- 2015

Campionati polacchi, 500 metri a cronometro
Campionati polacchi, Velocità a squadre (con Aleksandra Tołomanow)
- 2016

Grand Prix of Poland, Velocità a squadre (Pruszków, con Katarzyna Kirschenstein)
Campionati polacchi, 500 metri a cronometro
- 2018

Campionati polacchi, 500 metri a cronometro
Campionati polacchi, Keirin
Campionati polacchi, Velocità
- 2019

Campionati polacchi, Keirin
Campionati polacchi, Velocità
5ª prova Coppa del mondo 2019-2020, Velocità a squadre (Brisbane, con Marlena Karwacka)
- 2020

Grand Prix Prešov, Velocità
Grand Prix Prešov, Keirin
Campionati polacchi, 500 metri a cronometro
Campionati polacchi, Velocità
- 2021

Campionati polacchi, 500 metri a cronometro
Campionati polacchi, Velocità
- 2022

Campionati polacchi, Velocità

## Piazzamenti

### Competizioni mondiali
- Campionati del mondo su pista

Mosca 2011 - Velocità a squadre Junior: 4ª
Mosca 2011 - Velocità Junior: 16ª
Mosca 2011 - Keirin Junior: 13ª
Mosca 2011 - 500 metri a cronometro Junior: 8ª
Apeldoorn 2018 - Velocità a squadre: 8ª
Pruszków 2019 - Velocità a squadre: 10ª
Pruszków 2019 - 500 metri a cronometro: 10ª
Pruszków 2019 - Keirin: 23ª
Berlino 2020 - Velocità a squadre: 7ª
Berlino 2020 - 500 metri a cronometro: 7ª
Berlino 2020 - Keirin: 19ª
Roubaix 2021 - Velocità a squadre: 6ª
Roubaix 2021 - Keirin: 17ª
St. Quentin-en-Yv. 2022 - Velocità a squadre: 6ª
St. Quentin-en-Yv. 2022 - 500 metri a cronometro: 14ª
St. Quentin-en-Yv. 2022 - Keirin: 10ª
- Giochi olimpici

Tokyo 2020 - Velocità a squadre: 7ª
Tokyo 2020 - Keirin: 19ª
Tokyo 2020 - Velocità: 25ª

### Competizioni europee
- Campionati europei su pista

Anadia 2011 - Velocità Junior: 13ª
Anadia 2011 - 500 metri a cronometro Junior: 8ª
Anadia 2011 - Velocità a squadre Junior: 3ª
Anadia 2011 - Keirin Junior: 11ª
Anadia 2012 - Velocità Junior: 7ª
Anadia 2012 - 500 metri a cronometro Junior: 5ª
Anadia 2012 - Velocità a squadre Junior: 3ª
Anadia 2012 - Keirin Junior: 11ª
Anadia 2013 - Velocità Under-23: 4ª
Anadia 2013 - Velocità a squadre Under-23: 11ª
Anadia 2013 - 500 metri a cronometro Under-23: 9ª
Anadia 2013 - Keirin Under-23: 12ª
Apeldoorn 2013 - Velocità a squadre: 7ª
Apeldoorn 2013 - Velocità: 14ª
Apeldoorn 2013 - Keirin: 12ª
Anadia 2014 - Velocità a squadre Under-23: 4ª
Anadia 2014 - Velocità Under-23: 8ª
Anadia 2014 - 500 metri a cronometro Under-23: 7ª
Anadia 2014 - Keirin Under-23: 12ª
Baie-Mahault 2014 - Velocità a squadre: 8ª
Baie-Mahault 2014 - 500 metri a cronometro: 14ª
Baie-Mahault 2014 - Velocità: 19ª
Baie-Mahault 2014 - Keirin: 17ª
Atene 2015 - Velocità a squadre Under-23: 4ª
Atene 2015 - Keirin Under-23: 8ª
Atene 2015 - 500 metri a cronometro Under-23: 11ª
Grenchen 2015 - Velocità a squadre: 9ª
Grenchen 2015 - Velocità: 18ª
Grenchen 2015 - Keirin: 12ª
Montichiari 2016 - Velocità a squadre Under-23: 3ª
Montichiari 2016 - 500 metri a cronometro Under-23: 7ª
Berlino 2017 - Velocità a squadre: 9ª
Berlino 2017 - 500 metri a cronometro: 9ª
Berlino 2017 - Keirin: 13ª
Glasgow 2018 - Velocità a squadre: 8ª
Glasgow 2018 - Velocità: 16ª
Glasgow 2018 - 500 metri a cronometro: 5ª
Glasgow 2018 - Keirin: 9ª
Apeldoorn 2019 - Velocità a squadre: 5ª
Apeldoorn 2019 - Velocità: 10ª
Apeldoorn 2019 - Keirin: 19ª
Apeldoorn 2019 - 500 metri a cronometro: 5ª
Grenchen 2021 - Velocità a squadre: 5ª
Grenchen 2021 - 500 metri a cronometro: 8ª
Grenchen 2021 - Keirin: 13ª
Monaco di Baviera 2022 - Velocità a squadre: 3ª
Monaco di Baviera 2022 - 500 metri a cronometro: 6ª
Monaco di Baviera 2022 - Velocità: 10ª
Monaco di Baviera 2022 - Keirin: 2ª
- Giochi europei

Minsk 2019 - Velocità a squadre: 4ª
Minsk 2019 - Keirin: 5ª